# Mimi Walters
Marian Elaine "Mimi" Walters, född Krogius 14 maj 1962 i Pasadena i Kalifornien, är en amerikansk affärskvinna och republikansk politiker. Hon var ledamot av USA:s representanthus för Kalifornien 2015–2019.
Walters avlade kandidatexamen (B.A.) i statsvetenskap vid University of California i Los Angeles 1984. Hon var sedan verksam som affärskvinna. Hon tjänstgjorde 2000 som borgmästare i Laguna Niguel.
Walters blev invald i USA:s representanthus som ledamot för Kaliforniens 45:e distrikt i mellanårsvalet i USA 2014. Sittande kongressledamoten John B.T. Campbell III ställde inte upp för omval.